# Hans-Joachim Hacker (Politiker)

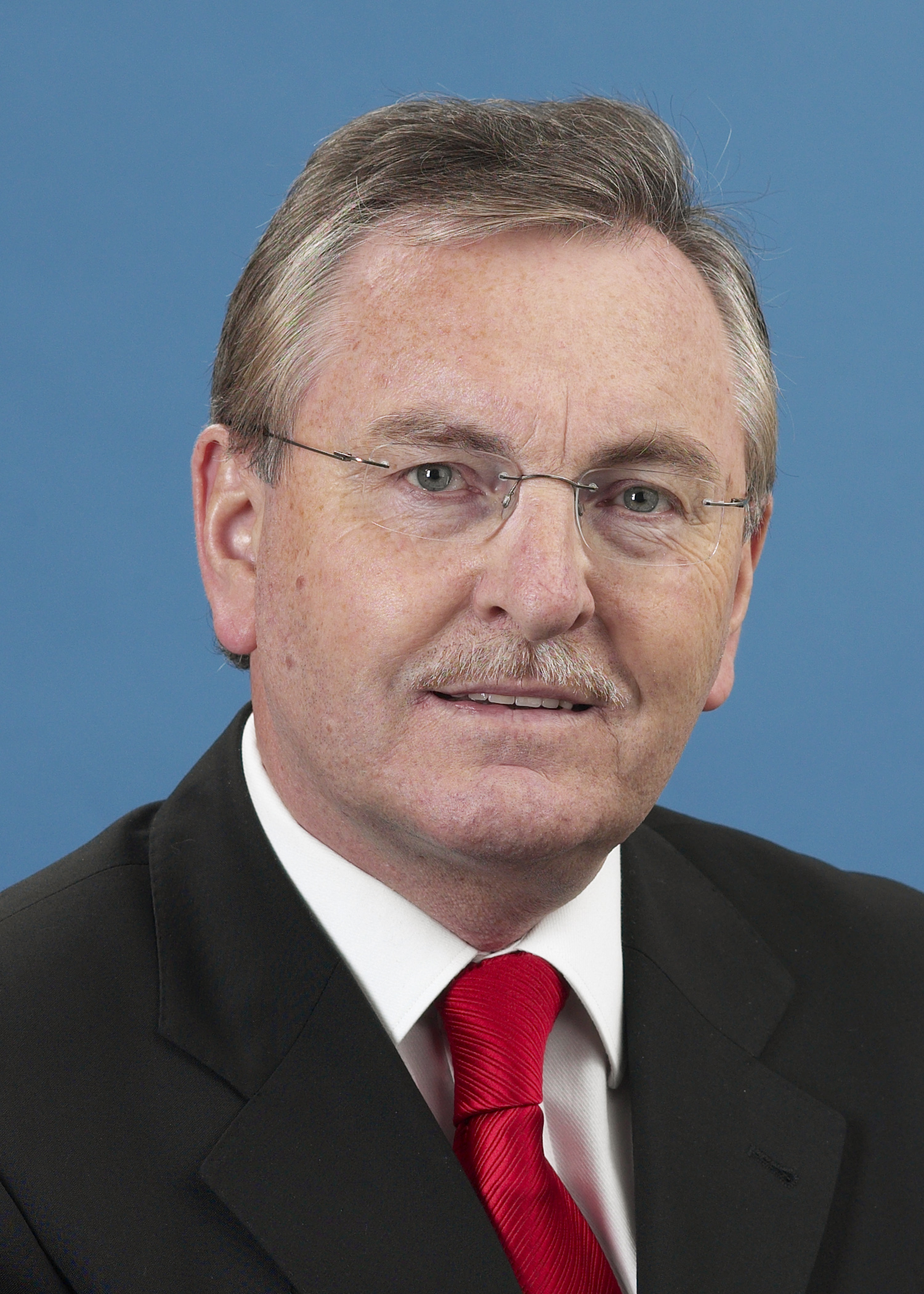
Hans-Joachim Hacker (2009)

Hans-Joachim Hacker (* 10. Oktober 1949 in Mahlow, Landkreis Teltow, DDR) ist ein deutscher Politiker (SPD). Er ist seit 2018 ordentliches Mitglied der G 10-Kommission und war von 2002 bis 2005 stellvertretender Vorsitzender der SPD-Bundestagsfraktion.

## Leben und Beruf
Nach der Mittleren Reife im Jahr 1966 machte Hacker eine Berufsausbildung mit Abitur zum Maschinenbauer, die er 1969 abschloss. Anschließend absolvierte er ein Studium der Rechtswissenschaft an der Martin-Luther-Universität Halle-Wittenberg, das er 1973 als Diplom-Jurist für Wirtschaftsrecht beendete. Danach begann er eine Tätigkeit als Justitiar im VEB Kombinat Obst, Gemüse und Speisekartoffeln Bezirk Schwerin, wo er bis Januar 1990 die Rechtsabteilung leitete.
Hans-Joachim Hacker ist evangelisch, geschieden und Vater von fünf Kindern. Er war von 2015 bis 2019 mit Christine Lambrecht verheiratet, mit der er einen gemeinsamen Sohn hat.

## Partei
Im Oktober 1989 wurde Hacker Mitglied der neu gegründeten Sozialdemokratischen Partei in der DDR. Von Januar bis Februar 1990 war er Vorsitzender des SPD-Kreisverbandes Schwerin und von Februar bis Mai 1990 Bezirksvorsitzender der SPD Schwerin. Später war er bis zum Jahr 2000 mehrere Jahre lang Kreisvorsitzender der SPD Schwerin.

## Abgeordneter
Von März bis Oktober 1990 gehörte Hacker der ersten frei gewählten Volkskammer der DDR an und war hier Vorsitzender des Rechtsausschusses. Am 3. Oktober 1990 wurde er gemeinsam mit 144 von der Volkskammer gewählten Abgeordneten Mitglied des Deutschen Bundestages.
In den Jahren 1998 bis 2002 war Hacker stellvertretender Sprecher der Arbeitsgruppe Rechtspolitik und von 2002 bis 2005 stellvertretender Vorsitzender der SPD-Bundestagsfraktion. Von 2009 bis 2013 war er tourismuspolitischer Sprecher der SPD-Bundestagsfraktion.
Hans-Joachim Hacker ist bei der Bundestagswahl 1990 über die Landesliste Mecklenburg-Vorpommern und danach bis 2009 direkt gewählter Abgeordneter des Wahlkreises Schwerin – Hagenow bzw. seit 2002 des Wahlkreises Schwerin – Ludwigslust in den Bundestag eingezogen. Bei der Bundestagswahl 2005 erreichte er hier 41,0 Prozent der Erststimmen. Bei der Bundestagswahl 2009 zog er über die Landesliste Mecklenburg-Vorpommern in den Bundestag ein. Bei der Bundestagswahl 2013 wurde er nicht mehr wiedergewählt.

## Auszeichnungen
- 2008: Bundesverdienstkreuz am Bande